# Аннувка (Люблінське воєводство)
Аннувка (пол. Annówka) — село в Польщі, у гміні Коцьк Любартівського повіту Люблінського воєводства.
Населення — 94 особи (2011).

## Демографія
Демографічна структура станом на 31 березня 2011 року:
|          | Загалом | Допрацездатний вік | Працездатний вік | Постпрацездатний вік |
| -------- | ------- | ------------------ | ---------------- | -------------------- |
| Чоловіки | 43      | 9                  | 25               | 9                    |
| Жінки    | 51      | 11                 | 28               | 12                   |
| Разом    | 94      | 20                 | 53               | 21                   |